# Thor: Ragnarok
Thor: Ragnarok er en amerikansk actioneventyr fra 2017, instrueret af Taika Waititi, og med Chris Hemsworth, Tom Hiddleston, Cate Blanchett og Mark Ruffalo i hovedrollerne.
Filmen er den tredje i rækken af Thor-film og en efterfølger til Thor: The Dark World fra 2013.

## Handling
Efter Odin døde må Thor (Chris Hemsworth) og Loke (Tom Hiddleston), standse Hel (Cate Blanchett).

## Medvirkende
- Chris Hemsworth som Thor Odinson: En nordisk gud der er søn af Odin, og medlem af Avengers.
- Tom Hiddleston som Loke: Thor's broder, og tidligere ærkefjende.
- Cate Blanchett som Hel: Odin's ældste datter, som prøver at overtage Asgård.
- Idris Elba som Heimdall
- Jeff Goldblum som Grandmaster
- Tessa Thompson som Valkyrie
- Karl Urban som Skurge
- Mark Ruffalo som Bruce Banner / Hulken
- Anthony Hopkins som Odin
- Benedict Cumberbatch som Stephen Strange / Doctor Strange
- Sam Neill
- Taika Waititi som Korg

Desuden har Sam Neill og Matt Damon mindre roller.